# Sinomenium
Sinomenium és un gènere de plantes de la família de les menispermàcies, descrit per primer cop el 1910. Tan sols conté una espècie coneguda, Sinomenium acutum, nativa de la Xina, del nord de l'Índia, del Nepal, del Japó i del nord de Tailàndia.